# Aulacaspis javanensis
Aulacaspis javanensis är en insektsart som beskrevs av Robert Newstead 1908. Aulacaspis javanensis ingår i släktet Aulacaspis och familjen pansarsköldlöss. Inga underarter finns listade i Catalogue of Life.